# Maurice Hankey

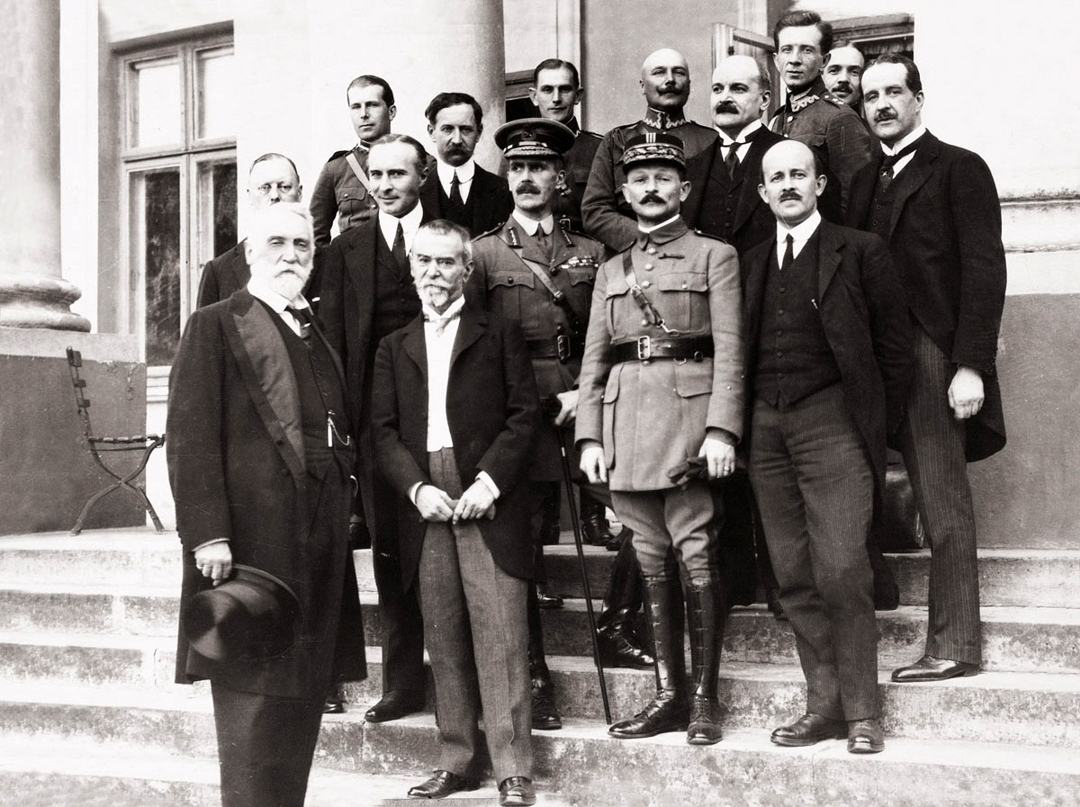
Misja Międzysojusznicza do Polski, sierpień 1920. W pierwszym rzędzie od lewej: Edgar Vincent D’Abernon, Jean Jules Jusserand, gen. Maxime Weygand, Maurice Hankey

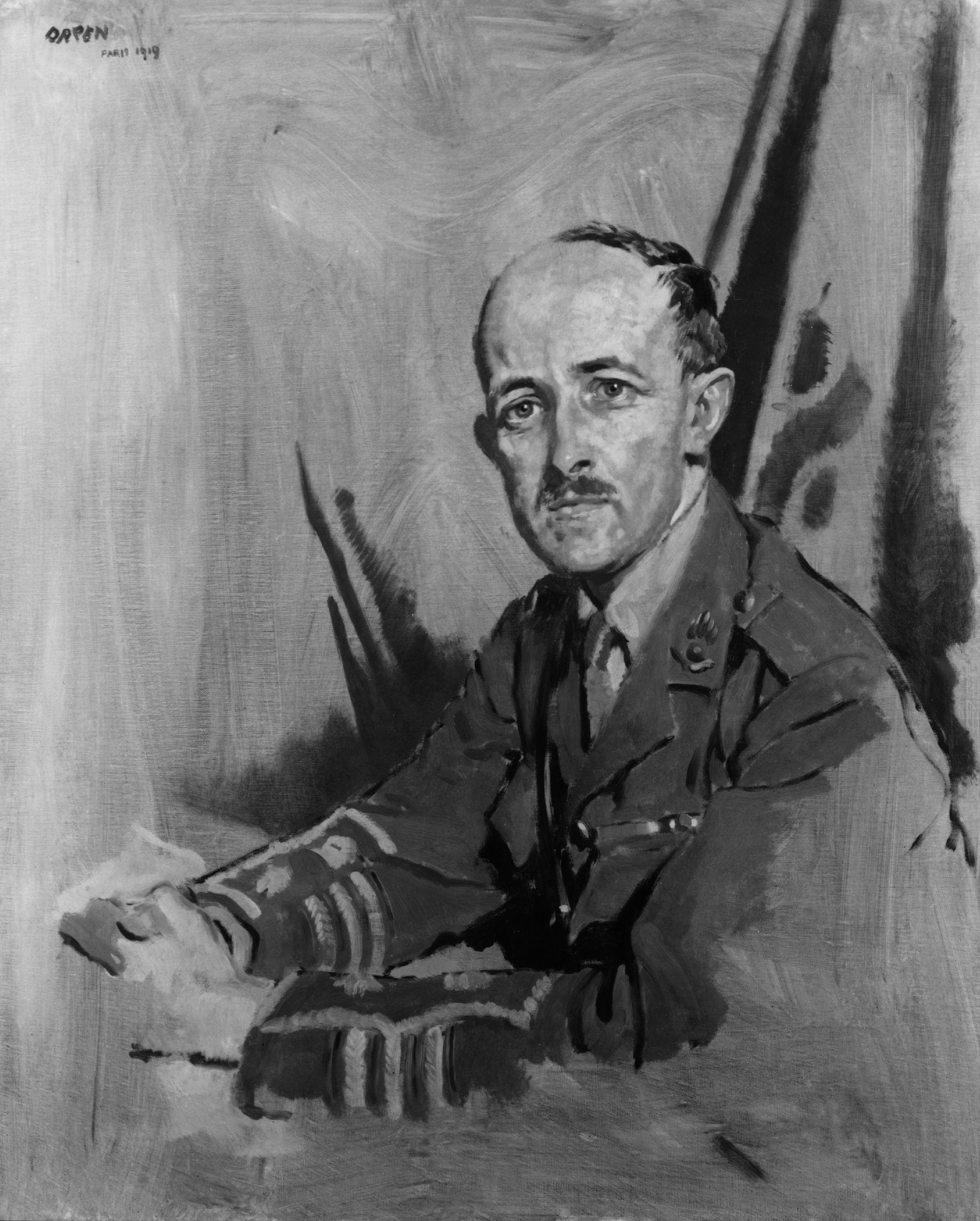
Maurice Hankey, portret pędzla Williama Orpena, 1919

Maurice Pascal Alers Hankey, 1. baron Hankey GCB, GCMG, GCVO (ur. 1 kwietnia 1877 w Biarritz, zm. 26 stycznia 1963) – polityk brytyjski, w 1916 r. sekretarz gabinetu wojennego rządu premiera Davida Lloyda George’a. W okresie międzywojennym był również przewodniczącym Komitetu Obrony Imperialnej oraz wielu komitetów rządowych. W sierpniu 1938 r. został mianowany z ramienia rządu brytyjskiego dyrektorem Suez Canal Company, funkcję tę pełnił tylko przez rok. We wrześniu 1939 r. został mianowany ministrem bez teki w Gabinecie Wojennym premiera Nevilla Chamberlaina. Odszedł z gabinetu w maju 1940 r. po objęciu urzędu premiera przez Winstona Churchilla, lecz pozostał członkiem komitetu nadzorującego prace brytyjskiego wywiadu.

## Życiorys
Był trzecim synem Roberta Hankeya, wykształconego w University of Cambridge hodowcy owiec w Australii, matka wywodziła się z rodziny prawniczej z Adelaide. Wykształcenie odebrał w Rugby School. Wstąpił do Royal Navy i dosłużył się tam rangi kapitana. Od 1902 służył w wywiadzie marynarki wojennej, pracował w Departamencie Wywiadu Marynarki w sekcji wojennej, gdzie odpowiadał za analizę obrony wybrzeża. W 1908 został morskim sekretarzem-asystentem Komitetu Obrony Imperium, a w 1912 sekretarzem tego komitetu, gdzie zorganizował nowoczesny sekretariat urzędu, pozostając na tym stanowisko do 1938. W listopadzie 1914 został sekretarzem Rady Wojennej a w 1916 został sekretarzem gabinetu wojennego premiera Lloyda George’a. Po reorganizacji gabinetu w 1919 Hankey pozostał jego sekretarzem aż do 1938. W 1920 członek Misji Międzysojuszniczej do Polski. W 1923 został urzędnikiem Tajnej Rady.
W sierpniu 1938 Hankey ustąpił ze stanowiska sekretarza i został dyrektorem brytyjskim w Kompanii Kanału Sueskiego. W 1939 otrzymał tytuł 1. barona Hankey i zasiadł w Izbie Lordów. Po utworzeniu przez Neville’a Chamberlaina gabinetu wojennego we wrześniu 1939, Hankey wszedł w jego skład jako minister bez teki. Kiedy premierem został w maju 1940 Winston Churchill, został Kanclerzem Księstwa Lancaster, w  1941 Paymaster-General. W 1942 został usunięty z gabinetu.
Zmarł na nowotwór prostaty w 1963. Tytuł barona odziedziczył po nim jego najstarszy syn Robert.